# Центральный банк Сан-Томе и Принсипи
Центральный банк Сан-Томе и Принсипи (порт. Banco Central de São Tomé e Príncipe) — центральный банк Демократической Республики Сан-Томе и Принсипи.

## История
1 января 1868 года в Сан-Томе открыто агентство португальского Национального заморского банка. Первоначально в обращение выпускались банкноты агентства банка в Луанде, на которые ставилась надпечатка «Сан-Томе». В 1891 году агентство начало собственную эмиссию.
В 1976 году агентство Национального заморского банка реорганизовано в Национальный банк Сан-Томе и Принсипи, начавший 2 июля 1977 года эмиссию национальной валюты — добры.
В 1992 году в результате банковской реформы функции центрального банка переданы вновь созданному Центральному банку Сан-Томе и Принсипи.